# Stelgidopteryx
A Stelgidopteryx a madarak osztályának (Aves) a verébalakúak (Passeriformes) rendjébe és a fecskefélék (Hirundinidae) családjába tartozó nem.

## Rendszerezés
A nembe az alábbi 2 faj tartozik:
- Stelgidopteryx serripennis
- Stelgidopteryx ruficollis